# John Marin
John Marin (født 23. december 1870; død 2. oktober 1953), var amerikansk maler, en af pionererne inden for moderne amerikansk kunst. Han studerede i Paris fra 1905 til 1911. Efter en impressionistisk periode med impulser blandt andet fra James Whistler blev han påvirket af kubisme og ekspressionisme.
Marin deltog 1913 i Armory Show og blev senere medlem af Stieglitzgruppen. Han skildrede New York og den vilde kyst ved Maine i en række dynamiske akvareller.
Senere malerier har en stram billedopbygning og veksler i udryksform mellem ekspressonisme og ren abstraktion.
| - Værker af John Marin - Bro over kanal Bridge over canal, 1906 - Weehawken(no), jernbaneområde og kornsiloer, 1910 - Woolworth Bridge under konstruktion, 1911 - New York City from the window of 29 looking down Fifth Avenue, 1911 - Woolworth Building, N° 28, 1912 - Brooklyn Bridge, ca. 1912 - Castorland(en), New York, 1913 - Ø, 1914 Island - Lower Manhattan, 1920 - Havet ved Maine, 1921 The Sea, Maine - Downtown the El, 1921 - Solnedgang Sunset, 1922 - Ud for York Island Off York Island, 1922 |